# Iso Papuluoma
Iso Papuluoma är en sjö i Finland. Den ligger i kommunen Kuusamo i landskapet Norra Österbotten, i den nordöstra delen av landet, 700 km norr om huvudstaden Helsingfors. Iso Papuluoma ligger 263,7 meter över havet. Den ligger vid sjön Suininki. Den är 18,42 meter djup. Arean är 1,35 kvadratkilometer och strandlinjen är 9,84 kilometer lång. Sjön  ingår i Koundaälvens huvudavrinningsområde. 